# اچ‌ام‌اس کیدنوس (۱۸۱۳)
اچ‌ام‌اس کیدنوس (۱۸۱۳) (به انگلیسی: HMS Cydnus (1813)) یک کشتی بود که طول آن ۱۵۰ فوت ۱ ۱⁄۲ اینچ (۴۵٫۸ متر) بود. این کشتی در سال ۱۸۱۳ ساخته شد.